# Liste der Baudenkmäler in Aschau am Inn

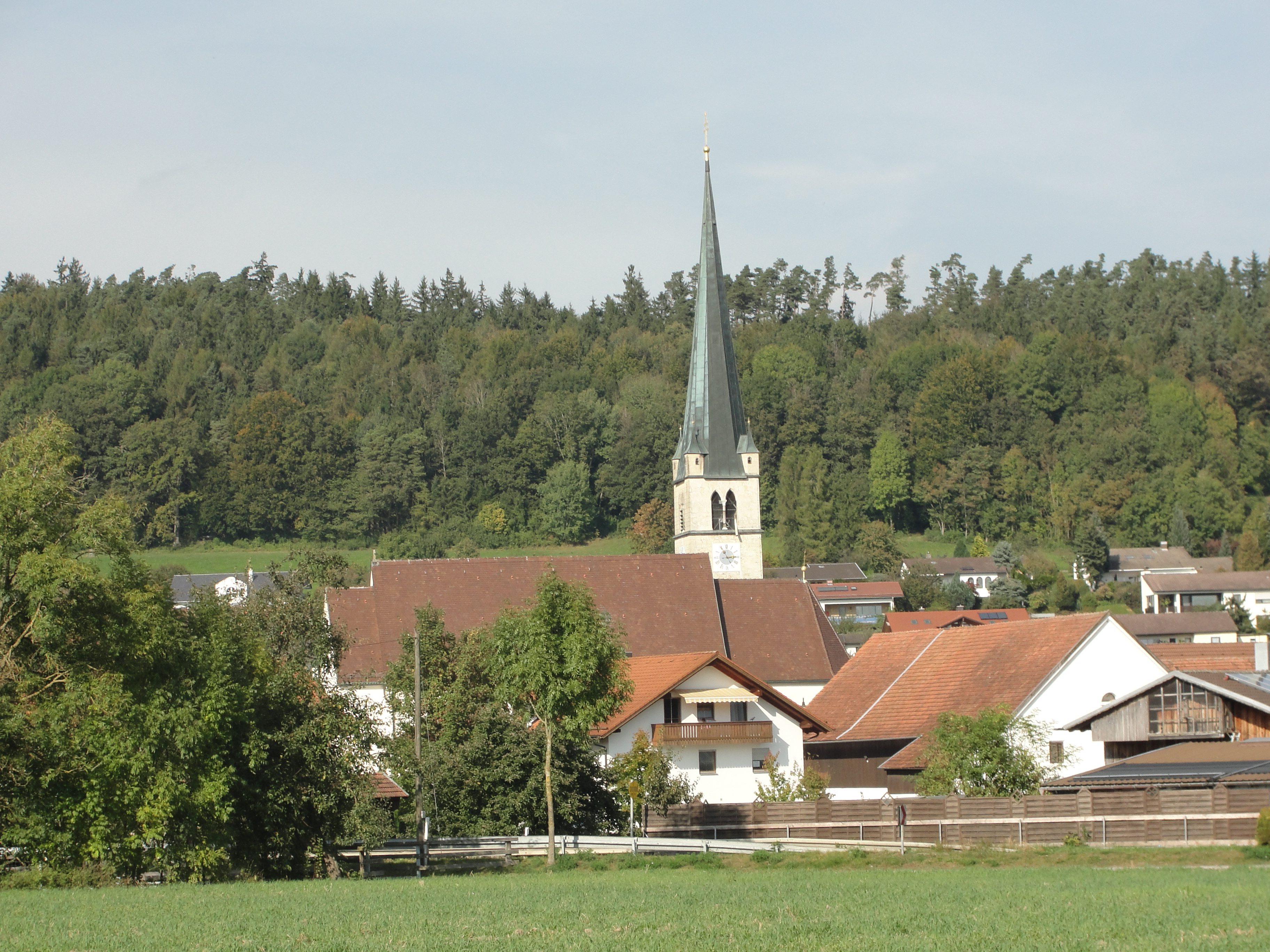
Blick auf Mariä Himmelfahrt in Aschau am Inn

Auf dieser Seite sind die Baudenkmäler in der oberbayerischen Gemeinde Aschau am Inn zusammengestellt. Diese Tabelle ist eine Teilliste der Liste der Baudenkmäler in Bayern. Grundlage ist die Bayerische Denkmalliste, die auf Basis des Bayerischen Denkmalschutzgesetzes vom 1. Oktober 1973 erstmals erstellt wurde und seither durch das Bayerische Landesamt für Denkmalpflege geführt wird. Die folgenden Angaben ersetzen nicht die rechtsverbindliche Auskunft der Denkmalschutzbehörde.

## Baudenkmäler nach Ortsteilen

### Aschau
| Lage                                            | Objekt                                       | Beschreibung | Akten-Nr.              | Bild           |
| ----------------------------------------------- | -------------------------------------------- | --- | ---------------------- | -------------- |
| Bergfeld (Standort)                             | Heiligenhäuschen                             | Kleiner Satteldachbau mit Putzgliederung, zweite Hälfte 18. Jahrhundert | D-1-83-113-8 Wikidata  | BW             |
| Kirchenstraße 2 (Standort)                      | Ehemaliges Gasthaus, jetzt Gästehaus         | Zweigeschossiger historistischer Traufseitbau mit Satteldach, Stuck- und Rauputzverzierungen, erbaut 1849, erneuert 1906 | D-1-83-113-3 Wikidata  | BW             |
| Kirchenstraße 9 (Standort)                      | Katholische Pfarrkirche Mariä Himmelfahrt    | Spätgotischer Saalbau mit eingezogenem polygonalem Chor, 15. Jahrhundert, 1885 neugotisch renoviert und verlängert; mit Ausstattung | D-1-83-113-1 Wikidata  | weitere Bilder |
| Liebigstraße 1; Liebigstraße 3 (Standort)       | Ehemaliges Empfangsgebäude der Pulverfabrik  | Erdgeschossige hakenförmig angeordnete Satteldachbauten im Heimatstil, erbaut um 1940 | D-1-83-113-6 Wikidata  | BW             |
| Liebigstraße 2 (Standort)                       | Ehemaliges Empfangsgebäude der Pulverfabrik  | Erdgeschossiger hakenförmig angeordneter Satteldachbau im Heimatstil, um 1940. | D-1-83-113-33 Wikidata | BW             |
| Mayerweg 9 (Standort)                           | Kapelle                                      | Kleiner Satteldachbau mit Putzgliederung und schmiedeeisernem Gitter, Ende 18. Jahrhundert; mit Ausstattung | D-1-83-113-7 Wikidata  | BW             |
| Roßessing 1 (Standort)                          | Wegkapelle                                   | Kleiner neubarocker Satteldachbau, um 1840/50; mit Ausstattung | D-1-83-113-9 Wikidata  | BW             |
| Schmiedweg 8 (Standort)                         | Ehemaliges Bauernhaus                        | Zweigeschossiger Einfirsthof mit Flachsatteldach, Ständerbohlenteil und Bundwerk, Dachstuhl bezeichnet mit dem Jahr „1869“, Stallteil zu Wohnzwecken modern ausgebaut | D-1-83-113-4 Wikidata  | BW             |
| Schmiedweg 9 (Standort)                         | Wohnstallhaus eines stattlichen Vierseithofs | Zweigeschossiger Satteldachbau mit Kniestock, bezeichnet mit dem Jahr 1871; westlich Hütte, zweigeschossiger Satteldachbau mit Bundwerkteil, um 1871 Stadel, stattlicher Ständerbohlenstadel mit Bundwerk, doppelter Durchfahrt und Satteldach, Mitte 19. Jahrhundert          | D-1-83-113-5 Wikidata  | BW             |
| Zeppelinstraße 10; Zeppelinstraße 12 (Standort) | Katholische Kuratiekirche St. Josef          | Hallenartiger Stahlbetonskelettbau mit Ziegelausfachung, auskragendem Flachdach und vorgesetztem Glockenturm, um 1940 als Teil des nationalsozialistischen Rüstungskomplexes zur Sprengstoffproduktion („Werk Aschau“) errichtet, 1953 zur Kirche umgestaltet; mit Ausstattung | D-1-83-113-35 Wikidata | BW             |

### Bergham
| Lage                 | Objekt                     | Beschreibung | Akten-Nr.              | Bild      |
| -------------------- | -------------------------- | --- | ---------------------- | --------- |
| Bergham 1 (Standort) | Bildstock                  | 19. Jahrhundert | D-1-83-113-14          | Bildstock |
| Bergham 4 (Standort) | Südflügel des Dreiseithofs | Stadel, Ständerbohlenbau mit Bundwerk und Satteldach, bezeichnet mit dem Jahr „1801“ Nördlich Backofen, ziegelgemauerter Satteldachbau, bezeichnet mit dem Jahr „1822“                                           | D-1-83-113-13 Wikidata | BW        |
| Bergham 6 (Standort) | Hütte eines Vierseithofes  | Ständerbau mit Bundwerk auf hohem massivem Sockel, zweites Viertel 19. Jahrhundert | D-1-83-113-12 Wikidata | BW        |
| Bergham 7 (Standort) | Ehemaliger Bauernhof       | Stallstadel, eintenniger paralleler Ständerbohlenstadel mit massivem Stallteil, Bundwerk und Satteldach, bezeichnet mit dem Jahr „1807“ Backofen, ziegelgemauerter Satteldachbau, bezeichnet mit dem Jahr „1815“ | D-1-83-113-11 Wikidata | BW        |

### Weitere Ortsteile
| Lage                                             | Objekt                                                                                       | Beschreibung | Akten-Nr.              | Bild           |
| ------------------------------------------------ | -------------------------------------------------------------------------------------------- | --- | ---------------------- | -------------- |
| Deinwalln 1 (Standort)                           | Stadel eines Bauernhofes                                                                     | Langgestreckter doppeltenniger Ständerbohlenstadel mit reichem Bundwerk, erstes Drittel 19. Jahrhundert | D-1-83-113-15 Wikidata | BW             |
| Fraham 3 (Standort)                              | Stallstadel eines Vierseithofs                                                               | Mächtiger Parallelstadel mit Satteldach, massivem Stallteil und Bundwerk, Mitte 19. Jahrhundert | D-1-83-113-17 Wikidata | BW             |
| Fraham 17 (Standort)                             | Katholische Pfarrkirche St. Martin                                                           | Spätgotischer Saalbau mit eingezogenem polygonalem Chor mit Westturm, 15. Jahrhundert, Ausbau und Barockisierung im 18. Jahrhundert; mit Ausstattung | D-1-83-113-16 Wikidata | weitere Bilder |
| Fraham, Obere Holzäcker (Standort)               | Bildstock                                                                                    | 18. Jahrhundert | D-1-83-113-18          | BW             |
| Haselbach 21 (Standort)                          | Marienkapelle                                                                                | Kleiner neubarocker Satteldachbau mit Dachreiter, 19. Jahrhundert; mit Ausstattung | D-1-83-113-19 Wikidata | BW             |
| Haselbach 21 (Standort)                          | Schlossbauer, Bauernhaus eines ehemaligen Drei-, heute Vierseithofes                         | Zweigeschossiger mächtiger Satteldachbau, erbaut 1537–41 | D-1-83-113-21 Wikidata | BW             |
| Kemating Garser Straße (Standort)                | Bildstock                                                                                    | Miniaturhäuschen mit Putzgliederung, 19. Jahrhundert | D-1-83-113-23 Wikidata | BW             |
| Kemating Reiterfeld (Standort)                   | Bildstock                                                                                    | 19. Jahrhundert, erneuert | D-1-83-113-24 Wikidata | BW             |
| Reit (Standort)                                  | Wehranlage und Ausleitungswerk Jettenbach, Stauhaltung für den Innkanal zum Kraftwerk Töging | Holzverschalte 122 m breite wehrgangartige Betonbrücke mit Pfeilerausbildungen in Formen des Heimatstils, mit Wehrverschlüssen in einem die gesamte Wehrbreite überspannenden Überbau, als Absperrorgane dienen Doppelhakenschützen mit Kettenantrieb, 1919–23 | D-1-83-113-34 Wikidata | BW             |
| Roßessing 4 (Standort)                           | Anzenbergerkapelle                                                                           | Stadel mit Kapelleneinbau, Ständerbohlenstadel mit Giebelbundwerk und Satteldach, erste Hälfte 19. Jahrhundert, mit südwestlich eingebauter Kapelle, 18./19. Jahrhundert; mit Ausstattung                                                                      | D-1-83-113-26 Wikidata | BW             |
| Rulading 1 (Standort)                            | Hofkapelle                                                                                   | Kleiner neugotischer Satteldachbau mit Putzgliederung und Lourdesgrotte, zweite Hälfte 19. Jahrhundert | D-1-83-113-27 Wikidata | BW             |
| Thal 1 (Standort)                                | Katholische Filialkirche St. Petrus                                                          | Kleiner spätromanischer Tuffquaderbau mit Rechteckchor und barockem Dachreiter, im Kern 13. Jahrhundert, Ausbau im 17./18. Jahrhundert, am Turm bezeichnet mit dem Jahr „1738“; mit Ausstattung                                                                | D-1-83-113-28 Wikidata | BW             |
| Waldwinkel, an der Waldwinkler Straße (Standort) | Kapelle                                                                                      | Neugotischer Satteldachbau mit Putzgliederung, drittes Viertel 19. Jahrhundert, im Inneren modernisiert; mit Ausstattung | D-1-83-113-30 Wikidata | BW             |
| Wiesengrund, Thann 1 (Standort)                  | Bildstock                                                                                    | Kleines Satteldachhäuschen mit Putzgliederung, wohl Ende 18. Jahrhundert | D-1-83-113-31 Wikidata | BW             |
| Wolfdobl (Standort)                              | Heiligenhäuschen                                                                             | Kleiner Satteldachbau, 19. Jahrhundert | D-1-83-113-32 Wikidata | BW             |